# Skidajte se do kraja
Skidajte se do kraja (eng. The Full Monty) je Oscarom nagrađena britanska komedija iz 1997. godine.
Redatelj je Peter Cattaneo, a glumačka postava uključuje glumce kao što su: Robert Carlyle, Mark Addy, Tom Wilkinson,Steve Huison, Hugo Speer i William Snape.

## Radnja
Godina je 1972. Mjesto radnje je Sheffield,"kucajuće srce britanskog sjevera", grad koji prosperitet gradi na čeliku. Kratak uvodni film prikazuje čeličane, ali i noćni život van posla.
Radnja se preseljava 25 godina poslije. Čeličane su postale smeđe od hrđe, pogoni su tihi, a posla nema.
Gaz (Robert Carlyle) i njegov prijatelj Dave(Mark Addy)uz Gazovog sina Nathana pokušavaju iz svoje bivše tvornice ukrasti čeličnu gredu koju žele prodati. Učvrste je na automobil, koji brzo potone. Pokušavaju spasiti gredu, ali sve je uzalud.
Kasnije, dok hodaju ulicom, vide grupu žena okupljenih oko plakata za Chippendales- američke stripere. Gaz shvaća da mu je konačno pružena prilika i dolazi na ideju osnivanja grupe koja će pokušati zaraditi novce striptizom.Bivšoj supruzi duguje 700 funti alimentacije, a sin se s njim druži iz navike. Prvi pridruženi član u grupi je Lomper (Steve Huison), zaštitar u čeličani gdje su Gaz i Dave radili te član orkestra čeličane.Nakon što je izgubio posao, pokušava samoubojstvo gušenjem ugljičnim monoksidom. Dave ga spašava, usprkos njegovim protestima.
Idući član grupe je njihov bivši predradnik Gerald (Tom Wilkinson) kojeg zatiču na satovima plesa sa suprugom. Mole ga da im pomogne, ali ih on uvredljivo odbija, rekavši da ide na razgovor za posao. Gaz i Dave ga prate, ometaju i on uprska razgovor. Došavši u Klub za nezaposlene, napadne Gaza i govori im da je to bio njegov posao. Bez posla je već 6 mjeseci, a njegova žena i dalje troši, ne znajući tu činjenicu. Da je dobio posao, mogao je dobiti akontaciju i pokriti bar neke dugove supruge. Odlazi u park i sjeda na klupu. Gaz i Dave donose mu poklone želeći se ispričati. Prate ga kroz grad dok konačno Gerald, stjeran u kut ne pristane biti koreograf grupe.
Na održanoj audiciji, pojavljuje se niz ljudi, a jedan od njih govori da "ovo nije mjesto za djecu", prije odlaska bacivši pogled na Nathana. Konačno su izabrani Horse(Konj- Paul Barber) i Guy(Hugo Speer). Dave uspije ukrasti "Flashdance" iz trgovine, pa grupa pokušava uvježbati točku. No, Dave je demoraliziran zbog svog izgleda i odustaje. Grupa održava generalnu probu u napuštenoj tvornici pred članovima Horseove obitelji.
Policija upada na probu, i članovi se razbježe. U nizu crnokomičnih scena koje slijede prikazuje se bijeg pred policijom u narančastim tangama. Guy i Lomper dospijevaju u Lomperovu kuću i upadaju u homoerotski zanos. Gerald, Gaz i Horse su uhićeni, te cijeli Sheffield saznaje tko su članovi Vrućeg metala. Prije nastupa, članovi prisustvuju sprovodu Lomperove majke. Geraldova supruga saznaje za njegovu laž, pa ga izbacuje iz kuće. Gerald odlazi kod Gaza i govori muda su mu ponudili onaj posao za koji je mislio da ga je uprskao. Gaz šeta ulicom i susreće vlasnika kafića kojeg je unajmio za točku. On mu govori da je prodao već 200 karata po cijeni od 10 funti. Gaz je sretan i odlazi u Klub obavijestiti ostale da nastupaju. No, Dave i dalje ne želi. Konačno ga supruga Jean uvjerava. Na nastup su stigli razni likovi, čak i policija. Dave se pojavljuje, ali Gaz je postao preplašen. Dok ostali izlaze na pozornicu, on sjedi i pije, sve dok ga Nathan ne motivira. Izlazi na pozornicu i skida se do kraja s ostalima uz pratnju pjesme "You Can Leave Your Hat On", čiji autor je Tom Jones.

## Vanjske poveznice
- Skidajte se do kraja u internetskoj bazi filmova IMDb-a